# Якимов, Виктор Васильевич
Якимов Виктор Васильевич (род. 19 декабря 1951, Карпинск, Свердловская область) — российский политик, заместитель председателя Законодательного собрания Свердловской области (с 2011 года), депутат Государственной думы Федерального собрания Российской Федерации V созыва (2007—2011), председатель Палаты представителей Законодательного собрания Свердловской области (2000—2004).

## Биография
В 1970—1972 годы проходил срочную военную службу в Группе советских войск в Германии.
В 1972—1986 годы — слесарь-сборщик, мастер на ПО «Октябрь» в Каменске-Уральском, затем директор завода по ремонту телерадиоаппаратуры.
В 1986 году назначен заместителем председателя Каменск-Уральского горисполкома, а в 1988—1991 годы — председатель Каменск-Уральского горисполкома.
В 1991 году создал и возглавил АО «Содействие».
10 апреля 1994 года избран депутатом Свердловской областной думы от Каменск-Уральского четырёхмандатного избирательного округа № 3.
В 1995 году возглавлял блок «Преображение Отечества» на Выборах в Государственную думу.
В апреле 1996 года избран главой города Каменска-Уральского.
В марте 2000 года избран депутатом Палаты представителей Законодательного собрания Свердловской области (ППЗС) III созыва и переизбран главой Каменска-Уральского на второй срок. 21 апреля 2000 года избран председателем Палаты представителей.

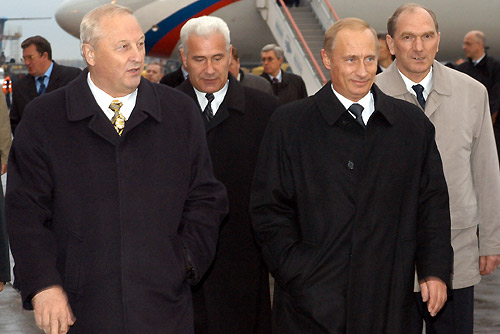
Во время проведения российско-германского саммита в Екатеринбурге. На фото: Россель Э. Э., Якимов В. В., Путин В. В., Воронин Н. А.

В мае 2000 года на совместном заседании палат Законодательного собрания Свердловской области было установлено, что в 2000—2002 гг. представителем в Совете Федерации от областного парламента будет председатель Областной думы Е. Н. Порунов, а в 2002—2004 гг. — В. В. Якимов. Однако из-за изменения порядка формирования Совета Федерации (летом 2000 года) В. В. Якимов в его состав так и не попал.
В марте 2004 года в очередной раз переизбран главой Каменска-Уральского, на выборах ППЗС IV созыва свою кандидатуру не выдвигал, так как в связи с изменением областного законодательство стало запрещено совмещение членства в Палате представителей с государственной и муниципальной службой.
В декабре 2007 года избран депутатом Государственной думы Федерального собрания Российской Федерации V созыва от партии «Единая Россия», в связи с чем оставил пост главы города Каменска-Уральского (до окончания срока полномочий В. В. Якимова оставалось 4 месяца). Являлся членом комитета по вопросам местного самоуправления.
4 декабря 2011 года избран депутатом реформированного Законодательного собрания Свердловской области от Каменского одномандатного избирательного округа № 14. 20 декабря 2011 года утверждён заместителем председателя Законодательного собрания Свердловской области.

## Награды и почётные звания
- Медаль ордена «За заслуги перед Отечеством» II степени (22 июля 2024) — за активную законотворческую деятельность и многолетнюю добросовестную работу
- Орден Почёта — за достигнутые трудовые успехи и многолетний добросовестный труд (2002).
- медаль «300 лет Российскому флоту» (1998).
- орден святого благоверного князя Даниила Московского III степени (2001).
- знак отличия «За заслуги перед Свердловской областью» III степени (2006).
- медаль «За заслуги перед городом» Каменск-Уральский (2001).
- почётный знак «300 лет Уральской металлургии» (2001).
- «Почётный гражданин города Каменска-Уральского» — за особые заслуги перед городом в области социально-экономического развития, личный вклад в сферу совершенствования межбюджетных отношений, инвестирования, реализацию городских целевых программ, развития молодёжного движения (присвоено решением Каменск-Уральской городской Думы от 21 июня 2000 года № 30).

Академик АВИН, председатель Уральского отделения Академии военно-исторических наук.